# Гостиный двор (Красноярск)
Гостиный двор — крупное общественное здание города Красноярск, построенное в стиле позднего классицизма.
Первый проект здания был предложен архитектором Рачинским в 1844 году, поправки к проекту делал архитектор Набалов, а в связи с надстройкой второго этажа внёс свои изменения и дополнения в проект городской архитектор В. М. Битюцкий. Здание строилось с 1857 года по 1865 год.
В начале XIX века торговля в Красноярске велась на Старобазарной площади, расположенной у Воскресенского собора. Торгующие мещане и купцы построили на площади деревянные балаганы. К концу 1820-х годов деревянные балаганы перестали удовлетворять потребностям города, и возникла необходимость строительства каменных гостиных рядов. Владельцам деревянных балаганов было предложено внести средства в фонд строительства гостиных рядов. Потом в фонд начала поступать и арендная плата за торговлю в балаганах. Гостинодворский капитал разместили в рост, и к 1850 году капитал вырос до 170 000 рублей. Стоимость строительства гостиного двора составила 56 000 рублей, на 40 000 рублей было построено несколько городских построек. Оставшиеся деньги выдавались в ссуду.
Гостиный двор построили на Гостинской улице — ныне ул. К. Маркса, 6.
Гостиный двор принадлежал городскому обществу. На первом этаже было 17 торговых лавок и биржевой зал. На втором этаже — общественные и присутственные места. В подвале размещались склады.
С 1874 года часть помещений верхнего этажа была передана губернскому архиву. С 1904 года по 1929 год в западной части второго этажа размещался Красноярский краеведческий музей и библиотека музея, а с 1920 года Енисейское центральное книгохранилище. В настоящее время в здании размещается Государственный архив Красноярского края.